# Lagenammina
Lagenammina, en ocasiones erróneamente denominado Arlagenammum, es un género de foraminífero bentónico de la subfamilia Saccammininae, de la familia Saccamminidae, de la superfamilia Saccamminoidea, del suborden Saccamminina y del orden Astrorhizida. Su especie tipo es Lagenammina laguncula. Su rango cronoestratigráfico abarca desde el Silúrico hasta la Actualidad.

## Discusión
Clasificaciones previas incluían Lagenammina en la superfamilia Astrorhizoidea, así como en el suborden Textulariina del orden Textulariida.

## Clasificación
Se han descrito numerosas especies de Lagenammina. Entre las especies más interesantes o más conocidas destacan:
- Lagenammina difflugiformis
- Lagenammina distorta
- Lagenammina laguncula

Un listado completo de las especies descritas en el género Lagenammina puede verse en el siguiente anexo.